# Sungi Wetan
Sungi Wetan is een bestuurslaag in het regentschap Pasuruan van de provincie Oost-Java, Indonesië. Sungi Wetan telt 3186 inwoners (volkstelling 2010).